# Heinz Reincke

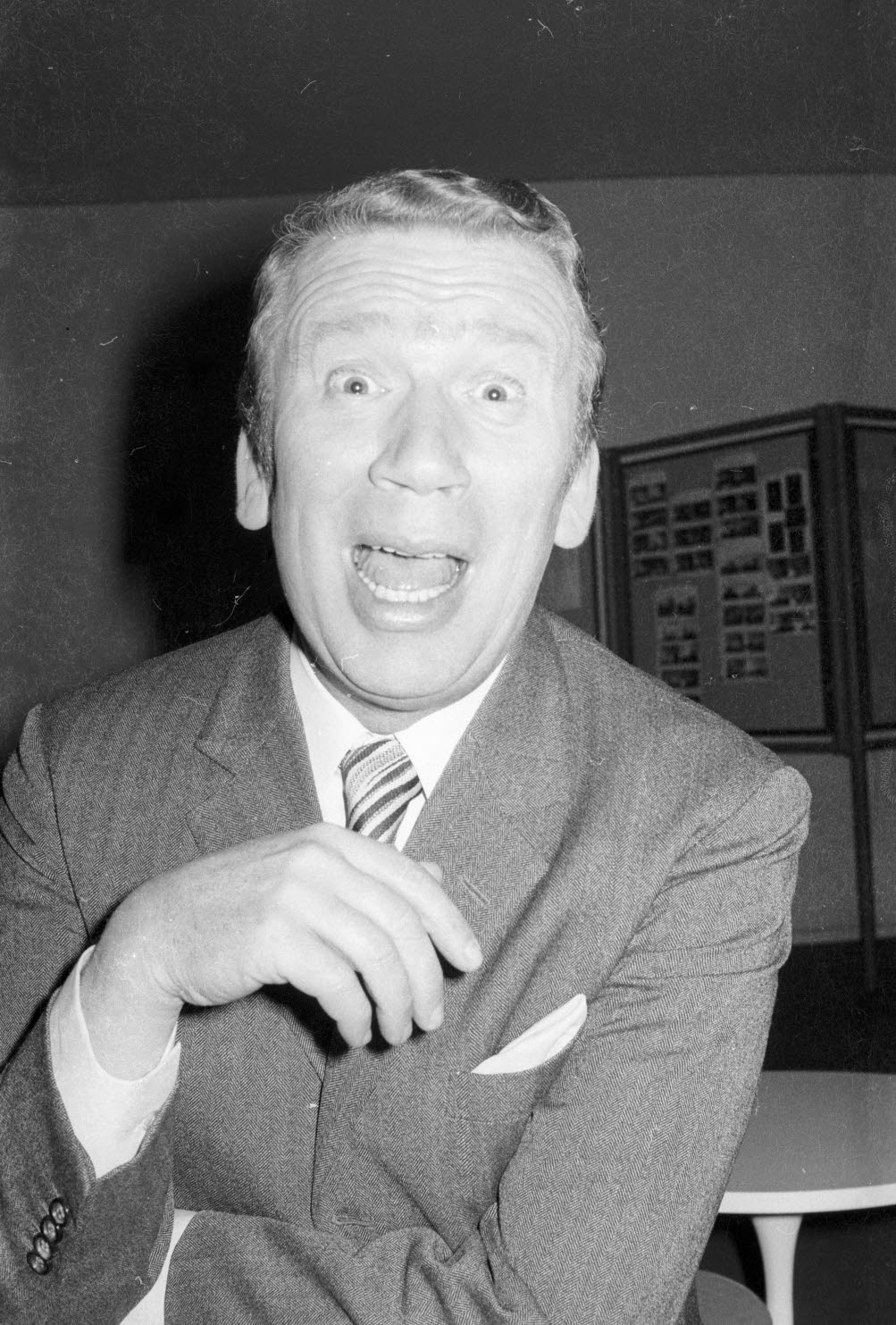
Heinz Reincke (1973)

Heinz Franz Ludwig Reincke (* 28. Mai 1925 in Kiel, Schleswig-Holstein; † 13. Juli 2011 in Purkersdorf, Niederösterreich) war ein deutscher Schauspieler, Hörspiel- und Synchronsprecher. Ab 1970 besaß er auch die österreichische Staatsbürgerschaft.

## Leben

### Frühe Jahre
Als Sohn eines Schneiders besuchte Heinz Reincke die Volksschule. Bereits im Alter von zehn Jahren entwickelte sich bei ihm der Wunsch, Schauspieler zu werden; nach eigenen Angaben war das einschneidende Erlebnis eine Elternbesprechung. Auf Wunsch seines Vaters machte er eine Ausbildung in der Verwaltung der Industrie- und Handelskammer Kiel, nahm aber währenddessen schon Schauspielunterricht und arbeitete nebenbei als Souffleur, Inspizient und Komparse am Kieler Stadttheater. Nachdem er seine Lehre abgeschlossen hatte, verschrieb er sich mit 17 Jahren der Bühne.

### Karriere

#### Theater
Erste Rollen spielte Reincke ab 1943 am Stadttheater in Landsberg an der Warthe. Als weitere Stationen kamen ab 1944 das Stadttheater in Zoppot und das Sommertheater in Minsk hinzu. In französischer Kriegsgefangenschaft war er im Lager bis 1947 Teil einer Theatergruppe. 1948 und 1949 gastierte er an Theatern in Schleswig und Bonn. Ab 1950 folgte ein Engagement am Württembergischen Staatstheater Stuttgart unter der Intendanz von Walter Erich Schäfer.
1955 wurde er Ensemblemitglied am Deutschen Schauspielhaus in Hamburg unter Generalintendant Gustaf Gründgens. Bis 1965 spielte er dort eine Reihe großer Charakterrollen, darunter den Bluntschli in George Bernard Shaws Helden, den Beckmann in Draußen vor der Tür, den Figaro in Der tolle Tag und die Titelrolle in Hans Henny Jahnns Thomas Chatterton. Von 1968 bis 1985 gehörte er dem Ensemble des Wiener Burgtheaters an. Zu seinen herausragenden Rollen zählte der Leon in Weh dem, der lügt! und der Einstein in Die Physiker. Mit der Verkörperung von Wilhelm Voigt in Der Hauptmann von Köpenick nahm er Abschied von der Bühne.

#### Film und Fernsehen
Reincke spielte in etwa 100 Kino- und Fernsehfilmen mit. Einen seiner frühesten Auftritte hatte er in Bekenntnisse des Hochstaplers Felix Krull (1957). Unter der Regie von Frank Wisbar spielte er 1958 an der Seite von Horst Buchholz, Gert Fröbe und Inge Meysel in Nasser Asphalt. 1960 war er als Student in Auerbachs Keller im Faust-Film von Gustaf Gründgens zu sehen.
Er war in allen Genres zu Hause, vom Jugendfilm wie Das fliegende Klassenzimmer (1973) (neben Joachim Fuchsberger) über den Kriminalfilm wie Der Mörderclub von Brooklyn (1967) (Jerry-Cotton-Film), vom Kriegs-Drama wie Der längste Tag (1962) bis hin zur Komödie wie Hochwürden drückt ein Auge zu (1971).
Reincke spielte die Hauptrolle in der ersten Fernsehserie, die in Deutschland in Farbe ausgestrahlt wurde: Adrian der Tulpendieb (1966). Die sechs Folgen wurden bereits während des Versuchsbetriebes für das Farbfernsehen ausgestrahlt. Reincke spielte in Es muß nicht immer Kaviar sein (1977) den Bastian Fabre. Zu seinen bekanntesten Fernsehrollen gehört die des Pastors und Bürgermeisters Eckholm in der Serie Der Landarzt, in der er von 1987 bis 2010 zu sehen war. Nach seinem letzten Auftritt in der 19. Staffel wurde die Rolle in den verbleibenden drei Staffeln der Serie nicht mehr erwähnt und eine Erklärung für ihre Abwesenheit blieb aus. 1985 trat er als Weltreisender in der Fernsehserie Die Schwarzwaldklinik auf. In der Serie Zwei Münchner in Hamburg spielte er zwischen 1989 und 1993 den Alfred „Vadder“ Haack. Ein weiterer Auftritt war in Zwischen Tag und Nacht (1995). Für den NDR drehte er ab den 1990er Jahren zahlreiche Episoden der Reihe Heimatgeschichten. In Gastrollen war Reincke darüber hinaus in zahlreichen weiteren Serien zu sehen.

#### Synchronisation

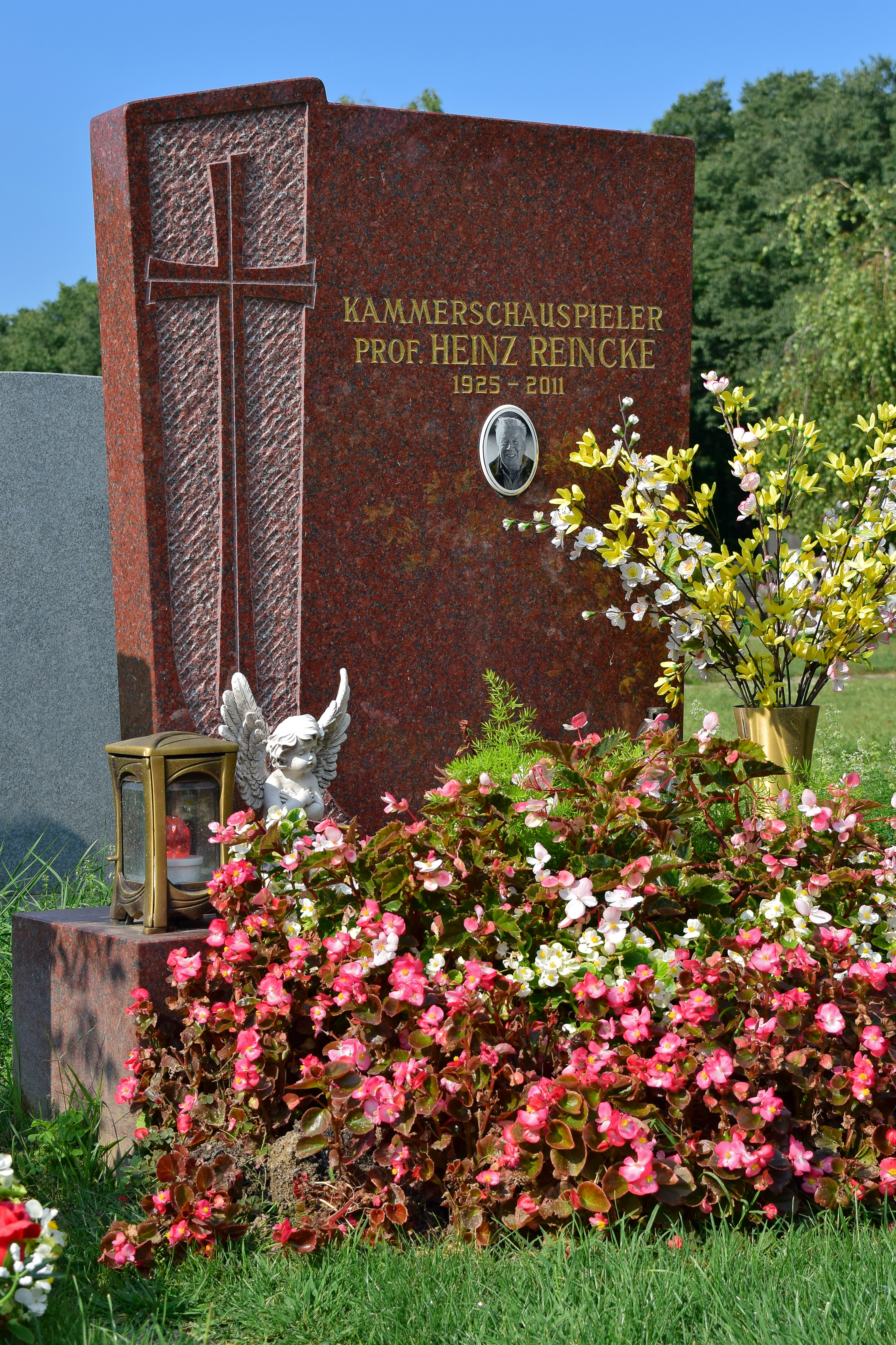
Grabstätte von Heinz Reincke

Mit seiner markanten Stimme war Reincke auch ein gefragter Sprecher im Hörfunk. So fungierte er seit 1955 als Erzähler im Schulfunk bei den Kurzhörspielen Neues aus Waldhagen. Als Synchronsprecher war er die deutsche Stimme des Drachen Fuchur in Die unendliche Geschichte (1984) und lieh außerdem gelegentlich James Coburn, Marlon Brando und Alec Guinness sein markantes Timbre. Kindern ist Reinckes Stimme auch von Hörspiel- oder Sprechplatten wie Emil und die Detektive (Erich Kästner) oder Max und Moritz (Wilhelm Busch) bekannt, auch an Wort-Produktionen für Erwachsene wirkte er häufig mit.

### Tod
Heinz Reincke starb am 13. Juli 2011 im Alter von 86 Jahren an Lungenkrebs in Purkersdorf bei Wien. Er erhielt ein ehrenhalber gewidmetes Grab (Gruppe 40, Nummer 180) auf dem Wiener Zentralfriedhof.

### Privates
Heinz Reincke war von 1958 bis 1978 mit der österreichischen Schauspielerin Erni Mangold verheiratet. Bis zu seinem Tod lebte er mit seiner dritten Ehefrau Elfi Petsch in Wien.

## Ehrungen
1974 wurde Reincke durch den österreichischen Bundespräsidenten der Titel eines Kammerschauspielers verliehen. 1983 erhielt er den Kulturpreis der Stadt Kiel.

## Filmografie (Auswahl)
- 1956: Ein Herz kehrt heim
- 1957: Bekenntnisse des Hochstaplers Felix Krull
- 1957: Tolle Nacht
- 1957: Die Angst vor der Gewalt (Der 10. Mai)
- 1958: Nasser Asphalt
- 1958: Kanonenserenade (Pezzo, capopezzo e capitano)
- 1958: Eine Geschichte aus Soho – Der Dank der Unterwelt
- 1959: Die Caine war ihr Schicksal
- 1960: Faust
- 1962: Der längste Tag (The Longest Day)
- 1962: Der rote Hahn
- 1963: Heimweh nach St. Pauli
- 1964: Wartezimmer zum Jenseits
- 1964: Freddy, Tiere, Sensationen
- 1966: Adrian der Tulpendieb (Fernsehserie)
- 1967: Wenn es Nacht wird auf der Reeperbahn
- 1967: Der Mörderclub von Brooklyn
- 1968: Der Arzt von St. Pauli
- 1968: Himmelfahrtskommando El Alamein (Commandos)
- 1968: Die Brücke von Remagen (The Bridge at Remagen)
- 1969: Heintje – Ein Herz geht auf Reisen
- 1969: Auf der Reeperbahn nachts um halb eins
- 1970: Heintje – Einmal wird die Sonne wieder scheinen
- 1970: Der Pfarrer von St. Pauli
- 1970: Heintje – Mein bester Freund
- 1970: Passion eines Politikers
- 1970, 1974: Der Kommissar (Fernsehserie, Folgen 2x05,6x10)
- 1970: Mein Vater, der Affe und ich
- 1971: Die Lümmel von der ersten Bank – Morgen fällt die Schule aus
- 1971: Käpt’n Rauhbein aus St. Pauli
- 1971: Rudi, benimm dich!
- 1971: Fluchtweg St. Pauli – Großalarm für die Davidswache
- 1971: Hochwürden drückt ein Auge zu
- 1971: Sie nannten ihn Krambambuli
- 1971: Kinderarzt Dr. Fröhlich
- 1972: Tatort – Die Samtfalle
- 1972: Meine Tochter – deine Tochter
- 1972: Immer Ärger mit Hochwürden
- 1972: Ein Käfer gibt Vollgas
- 1973: Crazy – total verrückt
- 1973: Die Reise nach Wien
- 1973: Die blutigen Geier von Alaska
- 1973: Das fliegende Klassenzimmer
- 1973: Der Lord von Barmbeck
- 1973: Wenn jeder Tag ein Sonntag wär
- 1973–1974: Hallo – Hotel Sacher … Portier! (Fernsehserie, 3 Folgen)
- 1975: Der Geheimnisträger
- 1975: Auch Mimosen wollen blühen
- 1976: Jeder stirbt für sich allein
- 1977, 1979: Ein verrücktes Paar (Fernsehserie, Folgen 1x01, 1x08)
- 1977: Es muß nicht immer Kaviar sein (Fernsehserie, 11 Folgen)
- 1978: Hurra, die Schwedinnen sind da
- 1978: Das Love-Hotel in Tirol
- 1980, 1985: Der Alte (Fernsehserie, Folgen 4x09, 9x10)
- 1982: Die Fischer von Moorhövd
- 1983: Nordlichter: Geschichten zwischen Watt und Weltstadt (Fernsehserie, 1 Folge)
- 1984: Derrick (Fernsehserie, Folge 11x06)
- 1984: Die unendliche Geschichte (Stimme des Glücksdrachen Fuchur)
- 1985: Die Schwarzwaldklinik (Fernsehserie, Folge 1x03)
- 1985: Geschichten aus der Heimat (Fernsehserie) Episode: Der Käpt'n
- 1986: Nägel mit Köpfen
- 1987: Wer ist dran?
- 1987–2010: Der Landarzt (Fernsehserie, 227 Folgen)
- 1989–1993: Zwei Münchner in Hamburg (Fernsehserie, 37 Folgen)
- 1991, 2001: Großstadtrevier (Fernsehserie, Folgen 3x13, 11x02)
- 1992: Liebe auf Bewährung
- 1992: Unsere Hagenbecks (Fernsehserie, Folge 2x06)
- 1992: König & Consorten
- 1993–1998: Evelyn Hamanns Geschichten aus dem Leben (Fernsehserie, 3 Folgen)
- 1993: Schlußabrechnung
- 1994: Ein Fall für zwei (Fernsehserie, Folge 14x08)
- 1995–2004: Heimatgeschichten (Fernsehserie, 19 Folgen)
- 1996: Die Männer vom K3 (Fernsehserie, Folge 3x12)
- 1998: Eine Frau mit Pfiff
- 2000: Zwei Asse und ein König
- 2000: Oh Tannenbaum
- 2006–2007: Oben ohne (Fernsehserie, 12 Folgen)

## Hörspiele (Auswahl)
Die ARD-Hörspieldatenbank und die Ö1-Hörspieldatenbank enthalten (Stand: April 2024) für den Zeitraum von 1951 bis 2003 insgesamt 203 Datensätze, bei denen Heinz Reincke als Sprecher geführt wird.
- 1951: Günter Eich: Fis mit Obertönen (Mann) – Regie: Cläre Schimmel (Original-Hörspiel – SDR)
- 1954: Siegfried Lenz: Das schönste Fest der Welt – Regie: Hans Gertberg (Originalhörspiel – NWDR Hamburg)
- 1959: Albert Ehrenstein: Mörder aus Gerechtigkeit (Wu Ta, Bohnenverkäufer) – Regie: Kurt Reiss (Hörspielbearbeitung, Kriminalhörspiel – NDR/ORF Wien)
- 1968: Jules Verne: Die Zukunft von gestern: Die Erfindung des Verderbens. Roman um eine Wunderwaffe (Simon Hart) – Regie: Hans Krendlesberger (Hörspielbearbeitung, Science-Fiction-Hörspiel – ORF Burgenland)
- 1968: Otto F. Mack: Die Flöte des Todes – Regie: Ferry Bauer (Hörspiel – ORF Oberösterreich)
- 1969: Karl Richard Tschon: Der große Unbekannte (6 Folgen) (Chefinspektor Nutting) – Regie: Hans Krendlesberger (Originalhörspiel, Kriminalhörspiel – ORF Wien)
- 1974: Karl Kraus: Die letzten Tage der Menschheit – Regie: Hans Krendlesberger (Hörspielbearbeitung – ORF Wien)
- 1979: Heinrich von Kleist: Prinz Friedrich von Homburg (Obrist Kottwitz, vom Regiment der Prinzessin von Oranien) – Bearbeitung und Regie: Manfred Wekwerth (Hörspielbearbeitung – ORF Wien/Burgtheater)

## Hörbücher
- Heinz Reincke: Die lasterhaften Balladen des Francois Villon. ISBN 3-902-02735-5.
- Weihnachten mit Heinz Reincke: „Djerba Records“, München.
- Single-CD: „Wat mutt, dat mutt“, „Schön, daß es dich gibt!“, Gutzeit-Musikverlag, Hattorf am Harz.